# Fostamatinib
El fostamatinib, comercializado bajo las marcas Tavalisse y Tavlesse, es un medicamento utilizado para tratar la trombocitopenia inmunitaria crónica. Se utiliza en casos en los que otros medicamentos no han funcionado. Este medicamento se toma por vía oral.  
Los efectos secundarios más frecuentes de este medicamento  son diarrea, hipertensión arterial, náuseas, infección respiratoria, mareos, problemas hepáticos, erupción cutánea, dolor abdominal, cansancio, dolor torácico y disminución de glóbulos blancos. El uso de este medicamento durante el embarazo puede dañar al bebe. Se trata de un inhibidor de la tirosina cinasa que bloquea la enzima tirosina cinasa del bazo , lo que reduce la destrucción de plaquetas por parte del sistema inmunitario.   
Este medicamento fue aprobado para uso médico en Estados Unidos en 2018 y en Europa en 2020. En el Reino Unido, una dosis de 150 mg dos veces al día cuesta unas 4.600 libras esterlinas al mes a partir de 2021. Esta cantidad en Estados Unidos cuesta unos 13.000 dólares estadounidenses.  